# Queenmaker
Queenmaker (퀸메이커?, Kwinme-i-keoLR) è una serie televisiva sudcoreana distribuita da Netflix il 14 aprile 2023.

## Trama
Hwang Do-hee è un genio nella gestione dell'immagine pubblica che gestisce l'ufficio pianificazione strategica di un conglomerato. Oh Kyung-sook, un'avvocata per i diritti umani, la assume come consulente nella corsa elettorale per diventare sindaca di Seul.

## Personaggi e interpreti
- Hwang Do-hee, interpretata da Kim Hee-ae
- Oh Kyung-sook, interpretata da Moon So-ri
- Baek Jae-min, interpretato da Ryu Soo-young